# Éditions de la Table ronde
Éditions de la Table ronde è una casa editrice francese, con sede a Parigi.

## Storia
È stata fondata nel 1944 da Roland Laudenbach, Jean Turlais e Roger Mouton; deve il nome a Jean Cocteau. Iniziò pubblicando Antigone di Jean Anouilh. Dopo la seconda guerra mondiale pubblicò diversi scrittori accusati di collaborazionismo o di pacifismo, come Henry de Montherlant, Paul Morand e Jean Giono. Considerata una casa editrice antigollista di destra, tale reputazione si è intensificata durante la Guerra d'Algeria. Pubblicò anche autori come Claude Mauriac e Henri Troyat, e si associò al movimento letterario degli Ussari, pubblicando le opere dei membri principali (Antoine Blondin, Michel Déon, Jacques Laurent e Roger Nimier). Tra gli altri autori pubblicati si ricordano Marcel Aymé, Maurice Bardèche, Jean Cau, Henry Muller, Bernard Frank, Jean-Louis Tixier-Vignancour, Roger Stéphane, Jean Freustié, Daniel Boulanger, Alain Bosquet e Michel de Saint Pierre.
Una seconda generazione di autori pubblicati dalla Table ronde include Alphonse Boudard, Gabriel Matzneff, Frédéric Musso e Éric Neuhoff. È stata acquistata da Gallimard nel 1958.